# Парижский договор (1626)
Парижский договор (фр. Traité de Paris) — договор, подписанный в Париже 5 февраля 1626 года между королем Франции Людовиком XIII и гугенотским городом Ла-Рошель. Договор сохранил религиозную свободу города, но создавал королю гарантии против возможных будущих конфликтов: Ла-Рошели было запрещено держать собственный военный флот и надлежало уничтожить форт в Тасдоне. Спорный Форт-Луи под королевским контролем недалеко от западных ворот города должен был быть разрушен «в разумные сроки».